# Naturschutzgebiet Wutscherogge
Das Naturschutzgebiet Wutscherogge liegt im Landkreis Dahme-Spreewald in Brandenburg und gehört zum Biosphärenreservat Spreewald.
Das 7,7 ha große Naturschutzgebiet erstreckt sich nordwestlich von Alt-Schadow, einem Ortsteil der Gemeinde Märkische Heide. Am östlichen Rand des Gebietes liegt der 297 ha große Neuendorfer See, der von der Spree durchflossen wird. Nordöstlich erstreckt sich das 12,4 ha große Naturschutzgebiet Brasinski-Luch und südwestlich das 67,8 ha große Naturschutzgebiet Neuendorfer Seewiesen.

## Bedeutung
Das Gebiet mit der Kenn-Nummer 1238 wurde mit Verordnung vom 12. September 1990 unter Naturschutz gestellt. Es handelt sich um Schlankseggenriede in der Verlandungszone des Neuendorfer Sees.